# 康麗花園
康麗花園（英語：Hong Lai Garden）是香港一個私人屋苑，位於新界屯門新墟河傍街，鄰近屯門河及港鐵屯門站，1989年入伙，由華懋集團發展興建，原址是重建前的屯門新墟市集，管理公司為富城集團。

## 商場
商場位於康麗花園基座，命名為屯門巴黎倫敦紐約戲院購物中心，簡稱巴倫紐，樓高只有兩層，其中1樓全層為同集團的電影院──巴黎倫敦紐約米蘭戲院，而地下除電影院售票處外，還有通宵營業的麥當勞快餐店（繼安定邨及屯門時代廣場後屯門區第三間分店）、肯德基快餐店、海皇粥店、德興美食坊、日本城、茶餐廳、診所、759阿信屋及惠康超級市場等，是屯門新墟兩個較大型商場之一（另一個為雅都花園）。

## 住宅
住宅共分為2座，每座樓高35層，配置升降機只到34樓，35樓需行樓梯。合共提供512伙單位。4-19樓提供兩房單位，約469及486方呎。20至35樓部份提供三房單位。

## 外部連結

### 商場
- 屯門巴黎倫敦紐約戲院購物中心

### 戲院
- 華懋戲院院線 - 官方網站
- 華懋集團 - 康麗花園基座巴黎倫敦紐約米蘭戲院資料